# Министерство сельского хозяйства Швеции
Министерство сельского хозяйства (Швеция) отвечает за сельское хозяйство и экологические вопросы, связанные с сельским хозяйством, рыболовством, оленеводством, садоводством, животными, продуктами питания, охотой и охотничьим хозяйством, а также высшим образованием и исследованиями в области сельскохозяйственных наук.

## Агентства
- Шведский национальный совет по сельскому хозяйству
- Шведская национальная администрация по пищевым продуктам
- Шведский национальный совет по рыболовству
- Шведский университет сельскохозяйственных наук
- Шведский национальный ветеринарный институт
- Шведский ветеринарной Дисциплинарный совет
- Шведское лесное агентство